# Campanelle

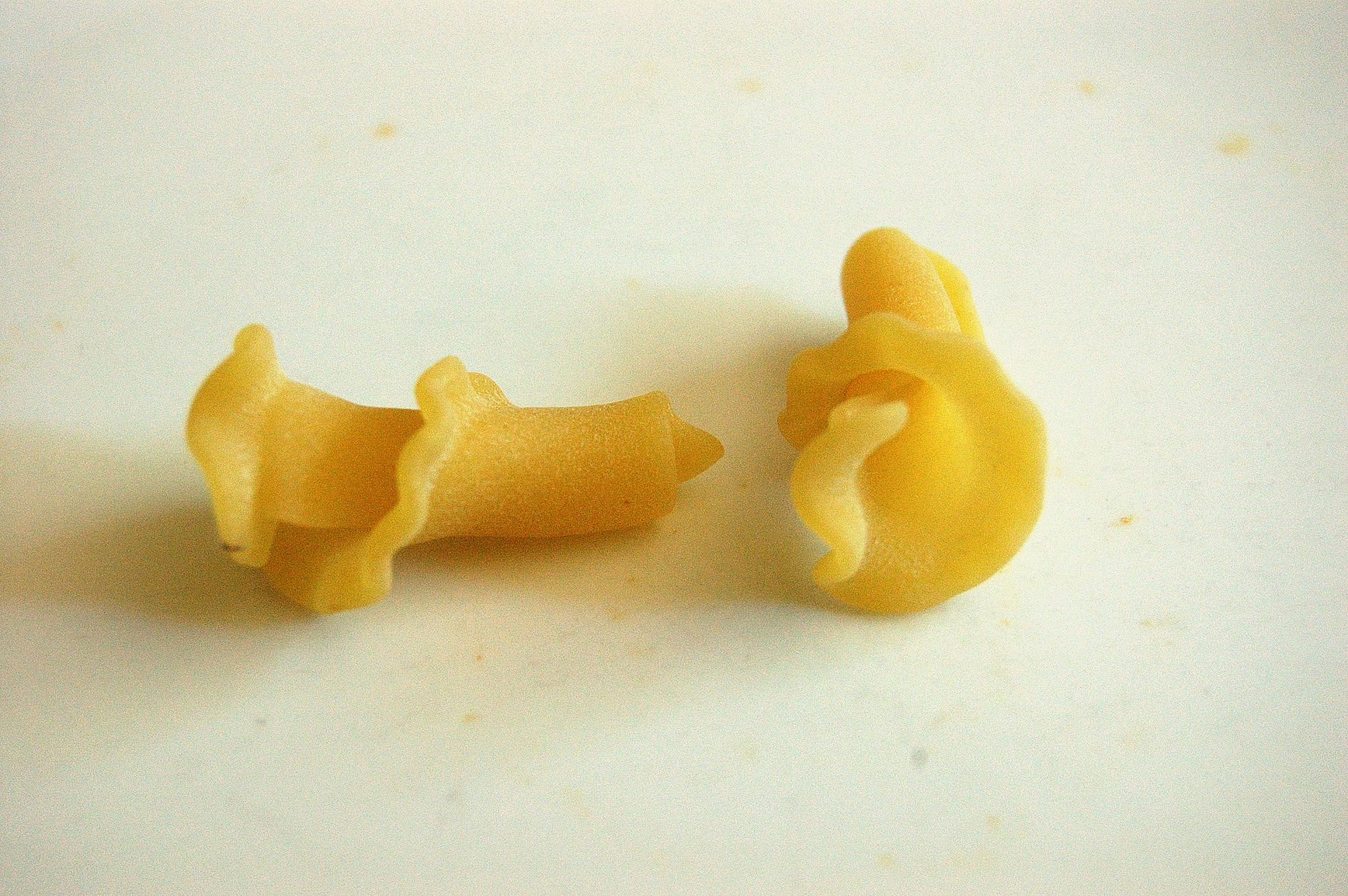
Campanelle, Rohzustand

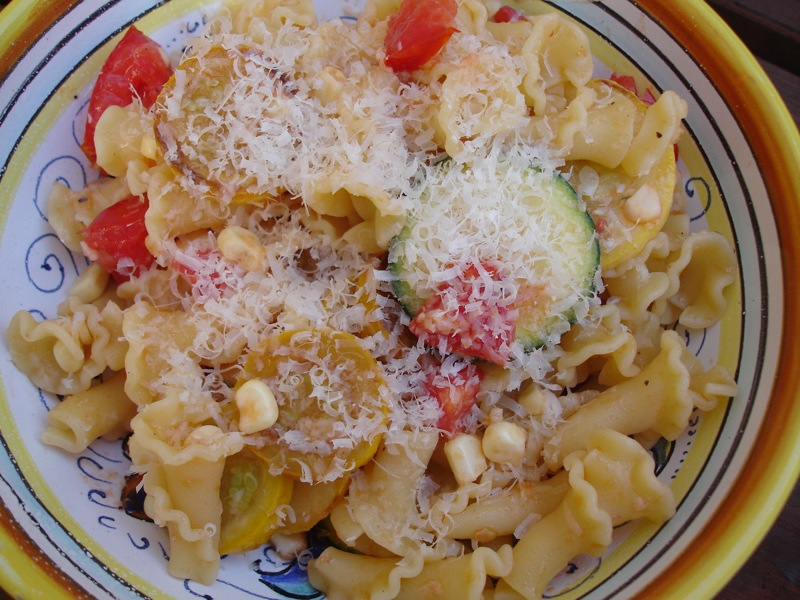
Campanelle mit Gemüsesoße

Campanelle (italienisch für „Glockenblumen“ oder „Glöckchen“) ist eine Art von Pasta, die wie eine glockenartige Blüte geformt ist.
Sie hat geriffelte Ränder und eine hohle Mitte, die Soße sehr gut aufnehmen kann.
Campanelle werden auch als „gigli“ (Lilien) bezeichnet.